# Dasher
Dasher és una població dels Estats Units a l'estat de Geòrgia. Segons el cens del 2000 tenia 834 habitants.

## Demografia
Segons el cens del 2000, Dasher tenia 834 habitants, 298 habitatges, i 230 famílies. La densitat de població era de 66,3 habitants per km².
Dels 298 habitatges en un 35,6% hi vivien nens de menys de 18 anys, en un 65,4% hi vivien parelles casades, en un 7,4% dones solteres, i en un 22,5% no eren unitats familiars. En el 19,5% dels habitatges hi vivien persones soles el 8,7% de les quals corresponia a persones de 65 anys o més que vivien soles. El nombre mitjà de persones vivint en cada habitatge era de 2,7 i el nombre mitjà de persones que vivien en cada família era de 3,11.
Per edats la població es repartia de la següent manera: un 29% tenia menys de 18 anys, un 7,3% entre 18 i 24, un 25,7% entre 25 i 44, un 26,9% de 45 a 60 i un 11,2% 65 anys o més.
L'edat mediana era de 37 anys. Per cada 100 dones de 18 o més anys hi havia 97,3 homes.
La renda mediana per habitatge era de 46.563 $ i la renda mediana per família de 53.750 $. Els homes tenien una renda mediana de 34.375 $ mentre que les dones 21.591 $. La renda per capita de la població era de 18.168 $. Entorn del 3,4% de les famílies i el 6,1% de la població estaven per davall del llindar de pobresa.

## Poblacions més properes
El següent diagrama mostra les poblacions més properes.